# بی نمد
بی نمد یک روستا در ایران است که در استان مازندران واقع شده‌است. بی نمد ۵۹۳ نفر جمعیت دارد.